# Mauranipur
Mauranipur (hindi मऊरानीपुर) – miasto w północnych Indiach w stanie Uttar Pradesh, na Nizinie Hindustańskiej.
Populacja miasta w 2001 roku wynosiła 50 886 mieszkańców.